# Miracle Beach Park
Miracle Beach Park är en park i Kanada.   Den ligger i Comox Valley Regional District och provinsen British Columbia, i den sydvästra delen av landet, 3 700 km väster om huvudstaden Ottawa. Miracle Beach Park ligger 29 meter över havet.
Terrängen runt Miracle Beach Park är huvudsakligen platt, men åt sydväst är den kuperad. Havet är nära Miracle Beach Park åt nordost.Närmaste större samhälle är Courtenay, 19,7 km söder om Miracle Beach Park.